# 佛雷德·德魯卡
佛雷德里克·阿德里安·德魯卡（英語：Frederick Adrian DeLuca，1947年10月3日—2015年9月14日），是意大利裔美國企業家，也是賽百味創辦人。在他的任期內，賽百味成為世界上最大的特許經營商。

## 早期生活和教育
佛雷德·德魯卡於1947年10月3日出生於紐约布魯克林。他的父母是意大利裔美國人卡梅拉·德盧卡和薩爾瓦多·德盧卡。當他10歲時，德魯卡搬到紐約的阿姆斯特丹，與彼得·巴克成為了朋友。在十幾歲時，他與家人搬到康涅狄格州布里奇波特，並於1965年從中央高中畢業。德魯卡實現了上大學的夢想，並畢業於布里奇波特大學。

## 職業生涯
1965年，17歲的德魯卡向家人和朋友彼得·巴克借了1,000美元。這是在巴克提出幫助德魯卡通過賺錢上大學學習醫學之後。德魯卡的計畫是創建一家提供健康、不易發胖食物的快餐企業。在廣播廣告中，他們最初宣傳的名字是「皮特的潛艇」，因為聽起来像「Pizza Marines」，後来他們將名字改為"皮特的地鐵"。最终在1968年，它被縮寫為今天眾所周知的「Subway」。

## 個人生活
德魯卡在康涅狄格州米爾福德和佛羅里達州勞德代爾堡都有住所，並與妻子伊麗莎白一起居住。他的兒子喬納森住在佛羅里達州博卡拉頓。此外，德盧卡還收養了辛迪·馬特森的孩子，名叫盧卡。

## 逝世
2013年7月15日，德魯卡宣布他正在接受白血病治療。然而，德盧卡在2015年9月14日在佛羅里達州勞德代爾湖去世。

## 榮譽
在2002年的畢業典禮上，德魯卡從母校布里奇波特大學獲得了榮譽人文文學博士（L.H.D.）。此外，他還被康涅狄格州餐館協會授予了終身成就獎。